# Cappella della Madonna del Lampino
La cappella della Madonna del Lampino è un edificio sacro che si trova in località Ripe, nel comune di Cinigiano.
La cappella, già denominata del "Gran Pino", è costruzione originatasi da un tabernacolo affrescato cinquecentesco, che costituisce attualmente la parete di fondo dell'oratorio.
L'immagine, pesantemente ridipinta nel Novecento, è dovuta ad un artista di cultura senese e raffigura la Madonna col Bambino con San Michele arcangelo e San Pietro apostolo.

## Fonti
- La scheda su toscana.it